# Zrzeszenie Producentów Spirytusu
Zrzeszenie Producentów Spirytusu – przymusowe zrzeszenie przedsiębiorców gorzelń rolniczych istniejące w latach 1932–1947, mające na celu pełnienie nadzoru nad produkcją i dystrybucją produktów spirytusowych.

## Powołanie Zrzeszenia
Na podstawie rozporządzenia Rady Ministrów z 1932 r. o utworzeniu przymusowego zrzeszenia producentów spirytusu ustanowiono Zrzeszenie Producentów Spirytusu. Zrzeszenie posiadało osobowość prawną.

## Przynależność do Zrzeszenia
Do Zrzeczenia należeli:
- właściciele względnie użytkownicy wszystkich zakładów przemysłowych, posiadający zezwolenia na wyrób spirytusu,
- właściciele względnie użytkownicy wszystkich drożdżowni, produkujący spirytus na sprzedaż.

Ponadto do Zrzeszenia mogły należeć przedsiębiorstwa, organizacje i instytucje, na udział których w Zrzeszeniu wyraził zgodę Minister Skarbu w porozumieniu z Ministrem Rolnictwa i Reform Rolnych.

## Zakres działania Zrzeszenia
Do zakresu działania Zrzeszenia należy:
- normowanie i kontrolowanie produkcji i zbytu: a) spirytusu niekonsumpcyjnego w zakresie zapotrzebowania Państwowego Monopolu Spirytusowego-
- spirytusu eksportowego;
- zakup i wywóz zagranicę spirytusu eksportowego na zasadach wyłączności.

Ponadto Zrzeszenie brało udział w odrębnych organizacjach, powołanych do rozszerzania zbytu spirytusu niekonsumpcyjnego oraz w przypadku, gdyby zostały zawarte odpowiednie umowy z Państwowym Monopolem Spirytusowym, zajmować się będzie w ramach tych umów sprzedażą spirytusu na cele niekonsumpcyjne.

## Nadzór na Zrzeszeniem
Nadzór nad Zrzeszeniem sprawował Minister Skarbu za pośrednictwem komisarza rządowego powołanego w porozumieniu z Ministrem Rolnictwa i Reform Rolnych oraz z Ministrem Przemysłu i Handlu.

## Zniesienie Zrzeszenia
Na podstawie dekretu z 1947 r. o utworzeniu przymusowego zrzeszenia przedsiębiorstw gorzelń rolniczych rozwiązano Zrzeszenie Producentów Spirytusu a jego likwidację powierzono Zrzeszenie Przedsiębiorców Gorzelń Rolniczych.